# Simca Ariane
Pour les articles homonymes, voir Simca et Ariane.
 (avril 2023).
Si vous disposez d'ouvrages ou d'articles de référence ou si vous connaissez des sites web de qualité traitant du thème abordé ici, merci de compléter l'article en donnant les références utiles à sa vérifiabilité et en les liant à la section « Notes et références ».
La Simca Ariane est un modèle automobile familial produit par la firme Simca à partir de mars 1957.

## Historique
C'est en 1954 que Simca rachète à Ford SAF, la filiale française de Ford, l'usine de Poissy qui avait produit plusieurs milliers de véhicules équipés du moteur V8 dont la Ford Vedette inspirée d'un modèle américain. Mais, dans une France qui est en plein effort de reconstruction pour se relever de la guerre et entre encore à peine dans la société de consommation, ces voitures trop cossues se vendent mal et Ford cherche un repreneur pour cette usine qui s'apprête à fabriquer une nouvelle Vedette. Ce sera Simca.
Continuées à être fabriquées par Simca, les Vedette sont des modèles haut de gamme de design très américain, mais « francisés ». Dessinées par le styliste italien Rapi, ces carrosseries font encore la joie des collectionneurs.
La crise de Suez en 1956 perturbe cette stratégie. Simca, n'ayant jusqu'alors fabriqué que des Fiat sous licence, venait de sortir, cinq ans plus tôt, son premier véhicule entièrement conçu en France par les bureaux d'étude de la firme, la très réussie et très populaire Aronde. Simca réagit alors très vite à la crise de l'augmentation des prix des carburants en mariant le moteur « Flash » de 47 ch SAE de l'Aronde avec la carrosserie de la Trianon et ainsi crée l'Ariane. Celle-ci est proposée en plusieurs versions.
Mais un problème se pose, la caisse de l'Ariane dérivée des Simca Vedettes est trop lourde avec ce moteur, les performances et la nervosité seront jugées trop faibles, malgré un nouvel étagement des rapports de la boite de vitesses.  
Pour les modèles 1958, la Trianon est remplacée par une Ariane à moteur V8 de 84 ch SAE : l'Ariane 8. Celle-ci est supprimée en 1961.
Pour 1959, l'Ariane Super Luxe possède une finition améliorée : baguette latérale chromée, encadrements de pare-brise et de lunette arrière chromés, lave-glace, miroir de courtoisie et cendrier arrière. Comme toutes les Ariane, elle reçoit des nouveaux feux arrière à catadioptres intégrés.
Pour 1961, l'Ariane Miramas Super Confort bénéficie de l'intérieur de la Beaulieu. Comme les autres Ariane, elle s'appelle Miramas en adoptant le moteur « Rush Super » à cinq paliers de 62 ch SAE.
L'Ariane est produite jusqu'en avril 1963. Encore assez courantes à la fin des années 1960, les Ariane sont aujourd'hui devenues des modèles de collection rares et de restauration délicate. En effet, ce véhicule particulièrement robuste a été très prisé des cascadeurs et des pilotes de stock-car, ce qui a entraîné la destruction d'un très grand nombre d'exemplaires...
En 1965 et 1967, en Argentine, la société Metalmecánica SAIC fabrique l'Ariane Miramas, dans les versions « standard » et « luxe » ; certaines d'entre elles sont utilisées comme taxi. 507 unités seront fabriquées.